# Смарґлін
Смарґлін (пол. Smarglin) — село в Польщі, у гміні Добре Радзейовського повіту Куявсько-Поморського воєводства.
Населення — 237 осіб (2011).
У 1975-1998 роках село належало до Влоцлавського воєводства.

## Демографія
Демографічна структура станом на 31 березня 2011 року:
|          | Загалом | Допрацездатний вік | Працездатний вік | Постпрацездатний вік |
| -------- | ------- | ------------------ | ---------------- | -------------------- |
| Чоловіки | 119     | 25                 | 83               | 11                   |
| Жінки    | 118     | 23                 | 67               | 28                   |
| Разом    | 237     | 48                 | 150              | 39                   |